# Syntesebiologi
Syntesebiologi er et nyt forskningsområde hovedsageligt inden for biologi, der kombinerer mange forskellige naturvidenskabelige områder: kemi og nanoteknologi, molekylær plantebiologi, molekylær neurobiologi og biofysik.
Syntesebiologi handler om at forstå, hvordan biologiske systemer er organiseret og herigennem få indsigt i, hvordan man kan bygge tilsvarende systemer ved at kombinere funktionelle biologiske molekyler i nye grupper.